# Nesquehonita
La nesquehonita és un mineral de la classe dels carbonats.

## Característiques
La nesquehonita és un carbonat de fórmula química MgCO₃·3H₂O. Cristal·litza en el sistema monoclínic. Els cristalls són prismàtics,
allargats al llarg de [010], amb les cares {001}, {010}, {011}, {101} estriades paral·lelament a [010], i mesuren fins a 3 cm; també en forma d'aerosols radials i revestiments radials plans, i també botrioidal. La seva duresa a l'escala de Mohs és 2,5. Es creu que pot ser un producte de deshidratació de la lansfordita.
Segons la classificació de Nickel-Strunz, la nesquehonita pertany a «05.CA - Carbonats sense anions addicionals, amb H₂O, amb cations de mida mitjana» juntament amb els següents minerals: lansfordita, barringtonita i hel·lyerita.

## Formació i jaciments
La nesquehonita típicament formada recentment en condicions properes a la superfície, com per exemple eflorescències en mines de carbó; també apareix en les fractures en serpentinita; en dipòsits al voltant de fonts i en coves a causa de la pèrdua de CO₂ de les aigües. Va ser descoberta a la mina de carbó Nesquehoning, a Lansford (Pennsilvània, Estats Units), indret del qual n'agafa el nom. També ha estat trobada a Alemanya, l'Antàrtida, Austràlia, Àustria, el Canadà, Eslovàquia, Eslovènia, els Estats Units, França, Grècia, Hongria, Itàlia, el Japó, Noruega, la República Txeca, Rússia, Sud-àfrica, Suïssa, Turquia, la Xina.
Sol trobar-se associada a altres minerals com: lansfordita, dypingita, calcita, aragonita, artinita, hidromagnesita, brucita, piroaurita, monohidrocalcita.